# 1-氯-1,2,2,2-四氟乙烷
1-氯-1,2,2,2-四氟乙烷，别名HCFC-124，化学式C2HClF4是一种氢氟氯碳化物。它是一种用来取代氟氯碳化物的冷冻剂。HCFC-124 也是一种灭火剂，可用来取代哈龙。